# The Price of Fame
Albums de Bow Wow
Wanted
(2005) Face Off
(2007)
Singles
1. Shortie Like Mine
Sortie : 2 octobre 2006
2. Outta My System
Sortie : 14 février 2007
3. I'm a Flirt
Sortie : 2 mars 2007

The Price of Fame est le cinquième album studio de Bow Wow, sorti le 19 décembre 2006.
L'album s'est classé 2e au Top R&B/Hip-Hop Albums et 6e au Billboard 200 et a été certifié disque d'or par la Recording Industry Association of America (RIAA) le 23 janvier 2007.
L'album inclut les singles Shortie Like Mine, en featuring avec Chris Brown, qui se classe 1er au Billboard Hot Rap Songs, et Outta My System, en featuring avec T-Pain, qui obtient la 2e place du Billboard Hot Rap Songs.

## Liste des titres
| No  | Titre                                                              | Auteur | Contient un (des) sample(s) de                    | Durée |
| --- | ------------------------------------------------------------------ | --- | ------------------------------------------------- | ----- |
| 1.  | Intro                                                              | |                                                   | 0:21  |
| 2.  | Price of Fame                                                      | Shad Moss, Ronnie Jackson                                                                                                  |                                                   | 2:38  |
| 3.  | 4 Corners (featuring Lil Scrappy, Pimp C, Short Dawg et Lil Wayne) | Chad Butler, Dwayne Carter, Jr., Shawn Carter, Jermaine Dupri, Kyambo Joshua, Richardson, Timothy Mosley et James Phillips | Big Pimpin' de Jay-Z featuring UGK                | 5:28  |
| 4.  | Outta My System (featuring Johntá Austin et T-Pain)                | Jaron Alston, Dupri et Rick James                                                                                          | Hollywood de Rick James                           | 3:58  |
| 5.  | How You Move It                                                    | Teraike Crawford, Dupri, Curtis Jackson, Phillips et Phillip Pitts                                                         |                                                   | 3:53  |
| 6.  | Shortie Like Mine (featuring Chris Brown et Johntá Austin)         | Johntá Austin, Bryan-Michael Cox, Dupri et Shawntae Harris                                                                 |                                                   | 4:28  |
| 7.  | Don't Know About That (featuring Coke J et Young Capone)           | Dupri, Chadron Moore et Rodriguez Vashaun Smith                                                                            |                                                   | 3:50  |
| 8.  | Tell Me                                                            | Dupri, Timmy Gatling, Harris, Phillips et Alton « Wokie » Stewart                                                          | When Will I See You Smile Again de Bell Biv DeVoe | 3:34  |
| 9.  | Damn Thing (featuring Da Brat)                                     | Dupri, Phillips et Anthony « T. » Waters                                                                                   |                                                   | 2:43  |
| 10. | Bet That (featuring Khleo Thomas)                                  | Jaron Alston, Dupri et Phillips                                                                                            |                                                   | 3:45  |
| 11. | On Fiya                                                            | Moss, Tad Mingo et Rufus Morgan                                                                                            |                                                   | 3:52  |
| 12. | Give It to You                                                     | Moss, Jackson |                                                   | 3:10  |

| 13. | I'm a Flirt (featuring R. Kelly) | Moss, Robert Kelly et Jackson | 4:36 |